# Davis Steam Motors
Davis Steam Motors war ein US-amerikanischer Hersteller von Automobilen.

## Unternehmensgeschichte
Das Unternehmen wurde im März 1921 in Detroit in Michigan gegründet. Beteiligt waren E. M. Bliss, Merrill Davis, A. B. Eggert und F. D. Sieberg. Sie fertigten Dampfmotoren für Personenkraftwagen und Nutzfahrzeuge sowie ab August 1921 auch Automobile. Der Markenname lautete Davis Steam. Noch im gleichen Jahr endete die Produktion.

## Fahrzeuge
Im Angebot standen Dampfwagen. Sie hatten einen Dampfmotor mit zwei Zylindern. Das Fahrgestell hatte 305 cm Radstand. Sie waren als offene Tourenwagen karosseriert. Der Neupreis betrug 2300 US-Dollar.